# William Finch
Sir William Finch (18 gennaio 1731 – 25 dicembre 1766) è stato un diplomatico e politico inglese.

## Biografia
Era il figlio più giovane di Daniel Finch, VII conte di Winchilsea, e della sua seconda moglie, Anne Hatton. 

## Carriera
Ha ricoperto le cariche di ambasciatore in Svezia (1720-1724) e nei Paesi Bassi (1724-1728 e 1733-1734). È stato deputato per Cockermouth (1727-1754) e per Bewdley (1755-1761). Fu membro del Consiglio della Corona e viceciambellano (1742-1765).

## Matrimonio
Sposò, il 9 agosto 1746, lady Charlotte Fermor, figlia di Thomas Fermor, I conte Pomfret. Ebbero due figli:
- Lady Sophia, sposò Charles Feilding, ebbero quattro figli;
- George Finch, IX conte di Winchilsea (4 novembre 1752-2 agosto 1826)

## Morte
Morì il 25 dicembre 1766.
| Controllo di autorità | VIAF (EN) 86402288 · LCCN (EN) no2009064550 |